# General La Madrid (Buenos Aires)
La localidad de General La Madrid es cabecera del partido homónimo, provincia de Buenos Aires, Argentina.

## Ubicación
Se encuentra al Sudoeste de la zona central de la provincia Buenos Aires, limitando al norte con Daireaux, al noreste con Olavarría, al este con Laprida, al sudeste con Coronel Pringles y al oeste con Coronel Suárez. Está conectada con la red troncal provincial a través de la RP 86.
Es una clásica localidad con mucho aire nativista: un Partido Surero (se llaman así los topónimos al centro sur de la provincia de Bs. As.)

## Población
Cuenta con 8,073 habitantes (Indec, 2010), lo que representa un incremento del 8,7% frente a los 7923 habitantes (Indec, 2001) del censo anterior.
| Gráfica de evolución demográfica de General La Madrid entre 1895 y 2010 |
|                                                                         |
| Fuentes: INDEC                                                          |

## Historia
En octubre de 1883 se inauguraba la estación La Gama del Ferrocarril Sud, cuyos rieles se extenderían hasta Bahía Blanca en mayo de 1884.
En noviembre de 1887 la Provincia dictó la ley de los centros agrícolas, proyectándose crear 222 de ellos en lugares cercanos a estaciones de ferrocarril que no tuvieran centro de población y que las tierras fueran aptas para cultivar.
El centro agrícola La Gama fue medido y trazado en junio de 1889 en tierras de D. Casimiro Laplacette, que escrituró reservas para usos y edificios públicos en donación a la provincia, en septiembre de 1889, las que fueron aumentadas en otras tierras de su propiedad en noviembre de 1908, fecha que se autorizó el ensanche del ejido. El centro agrícola original fue transferido en 1890 a D. Martin López Osornio.
En 1890, siendo gobernador de la provincia, D. Máximo Paz, la legislatura autoriza por ley del 14 de febrero la creación del partido de General La Madrid, con su pueblo cabecera en Centro Agrícola La Gama.
En marzo de 1890 el gobierno de la provincia nombró a Don Silverio López Osornio presidente de la Corporación Municipal.
En octubre de 1890 se promulga la Ley Orgánica de las Municipalidades. Por tener La Madrid menos de 2000 habitantes, se convoca a elecciones el 30 de noviembre con el objeto de elegir Comisión de Vecinos, siendo electo presidente de la comisión Martín López Osornio.
Su nombre se debe al General Gregorio Aráoz de La Madrid, militar argentino que se distinguió en las luchas de la independencia. Combatió junto al general Manuel Belgrano.

## Turismo
El Balneario Municipal “Eduardo Baraboglia”, ubicado a orillas del arroyo Salado a tan solo 3 kilómetros del centro de la ciudad (Ruta 86), constituye el patrimonio turístico más destacado del Partido.
Su superficie se encuentra hermosamente parquizada, dotada de todas las comodidades exigibles por los campamentistas, amplios sectores para recreación y deportes y un hermoso espejo de agua que convierte al lugar en un sitio digno de disfrutar.
El predio cuenta además con un amplísimo Parque de esparcimiento; un sector destinado al Camping con baños, electricidad, parrillas y servicio de cantina y una Colonia de Vacaciones debidamente equipada para el descanso y la recreación.

## Cultura

### Complejo Cultural “Juan Carlos Pacin”
Informe Histórico
Mediante un convenio firmado entre la Diócesis de Azul y la parroquia Nuestra Sra. Del Carmen, la municipalidad logró la cesión sin cargo del edificio que ocupaba el Ateneo Manuel Belgrano. Así se creó en 1974, el Complejo Cultural de Gral. La Madrid, donde se concentraron el Conservatorio de Música, la Escuela de Artes Plásticas, el Cine Infantil y la Biblioteca Bartolomé Mitre reabierta luego de muchos años.
En junio de 1984, representantes de distintas entidades de la cultura lamadritense se reunieron con el fin de promover el traslado del Complejo Cultural al edificio que desocupaba el Banco de la Nación Argentina. Antiguo edificio construido en el año 1912 por el Banco de crédito de General La Madrid.
Así el 7 de septiembre de 1985, abrió las puertas en su nuevo edificio el Complejo Cultural. Dentro de él funcionaban la biblioteca pública “Bartolomé Mitre”, el “Centro de Investigaciones Educativas”, el museo de Bellas Artes “Abel Bruno Versacci”, la Escuela Municipal de Ajedrez y talleres educativos de diversas disciplinas.
El 14 de febrero de 1987 se inauguró el Museo Regional Arqueológico e Histórico, con el aporte de investigadores de la facultad de Filosofía y Letras de la Universidad de Buenos Aires y del Consejo Nacional de Investigaciones Científicas y Tecnológicas.
El 14 de enero de 1991 murió su principal promotor y organizador, el Prof. Juan Carlos Pacin. Por ordenanza Número 57 del Honorable Concejo Deliberante del 28 de noviembre de ese mismo año, el Complejo Cultural tomó el nombre del más importante difusor de la cultura en General La Madrid.

## Recreación y deporte
- Club Jorge Newbery
- Club Racing
- Club Deportivo Barracas Archivado el 25 de junio de 2009 en Wayback Machine.
- Club de Pesca Social y Deportivo
- Club Social
- Golf Club
- Agrupación Atlética
- Club Hípico
- Club Peña Bochofila
- Complejo "La Porfía"

## Portales de noticias
- infoGL
- Ahora La Madrid
- SITIO OFICIAL MUNICIPIO

## Parroquias católicas
| Diócesis  | Azul                      |
| --------- | ------------------------- |
| Parroquia | Nuestra Señora del Carmen |